# Циммерман, Маттиас (футболист, 1992)
Ма́ттиас Ю́рген Ци́ммерман (нем. Matthias Jürgen Zimmermann; 16 июня 1992, Карлсруэ, Баден-Вюртемберг) — немецкий футболист, защитник клуба «Фортуна» (Дюссельдорф).

## Карьера
Циммерман начал карьеру в клубе «Грётцинген». В 2008 году перешёл в «Карлсруэ» и дебютировал 6 декабря 2009 года, выйдя на замену на 90-й минуте против команды «Рот-Вайсс» из Алена.
18 июня 2011 года Маттиас присоединился к команде «Боруссия» из Мёнхенгладбаха, подписав контракт на 3 года. 5 ноября 2011 года защитник дебютировал в Бундеслиге, выйдя на замену в игре с «Гертой». В январе 2013 года Циммерман отправился в аренду до конца сезона в «Гройтер Фюрт». В июне 2013 года Циммерман был арендован «Зандхаузеном» на один год.
В июне 2015 года Циммерман стал игроком второй команды «Штутгарта». 2 мая 2016 года он дебютировал за первую команду в матче с «Вердером». В декабре 2017 года Маттиас продлил контракт с клубом до 2019 года.
16 июля 2018 года Циммерман перешёл в дюссельдорфскую «Фортуну», подписав контракт на два года. В августе 2019 года Циммерман продлил контракт с клубом до 2024 года.

## Личная жизнь
Старший брат Маттиаса Кристиан Циммерман (1987—2011) также занимался футболом, выступал за любительский клуб «Алеманния» (Вильфердинген). Он умер 16 февраля 2011 года после товарищеского матча против клуба «Бузенбах».